# Оксек-Бурун

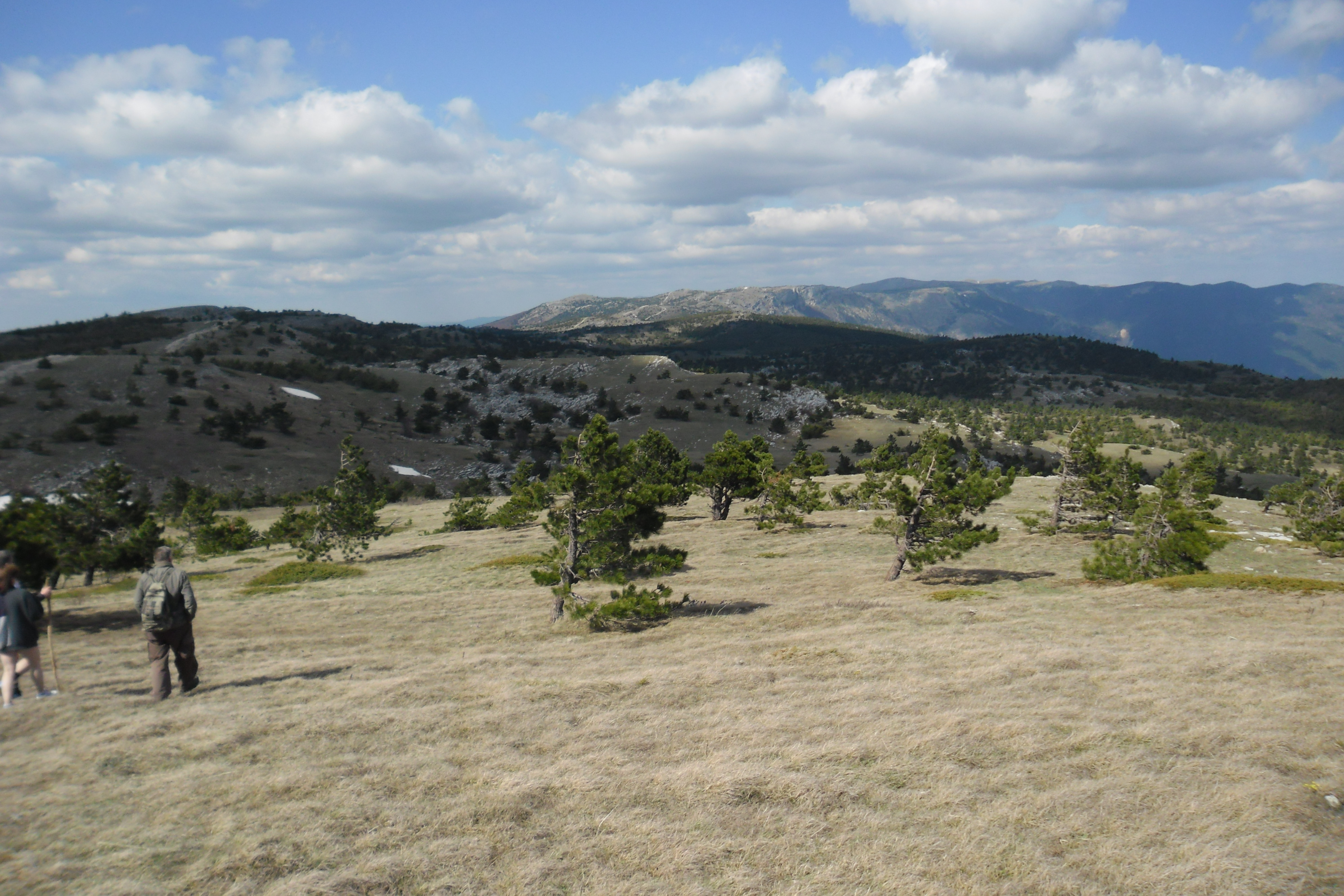
Ялтинська яйла-панорама на схід від Ставрікайської стежки.

Оксек-Бурун (тюрк. Юксек — високий) — назва двох топонімів-оронімів на Ялтинській яйлі.
Гора висотою 1395 м на північному краю яйли, у 4 км на схід від села Многоріччя. Вершина вкрита травою, на схилах - соснові насадження.
Таку ж назву має верхній скельний виступ-пояс на лісистому схилі південного відрогу яйли, по правому борту ущелини Уч-Кош, вище місця його звуження. В 3 км на північ від північно-східного району Ялти Ай-Васил.